# Zapalenie jąder
Zapalenie jąder (łac. orchitis) – stan zapalny tkanek jądra, będący najczęściej powikłaniem przeszkody podpęcherzowej u mężczyzn powyżej 50. roku życia, a u mężczyzn poniżej 40. roku życia – jako powikłanie wad lub infekcji dróg moczowo-płciowych. Objawia się bólem i tkliwością jąder, najądrza i powrózków nasiennych, bólem krocza oraz obrzękiem moszny.
Patogenem odpowiedzialnym za zapalenia jądra u młodych, aktywnych seksualnie mężczyzn są bakterie atypowe (Chlamydia trachomatis, Mycoplasma pneumoniae) i dwoinka rzeżączki. U mężczyzn z rozrostem gruczołu krokowego do zapalenia jąder dochodzi na drodze wstępującej, zwykle patogenami odpowiedzialnymi za zapalenia cewki moczowej (głównie Esherichia coli). Izolowane zapalenie jąder (bez najądrzy) rozwija się jako powikłanie świnki, a u chłopców chorujących w wieku pokwitania może prowadzić do zaburzenia wytwarzania plemników i w efekcie do bezpłodności w dorosłym życiu. Zapalenie jąder i najądrzy może wystąpić także w przebiegu chorób ogólnoustrojowych: gruźlicy, kiły, kryptokokozy.
Ostre zapalenie jądra w około 15% przypadków przechodzi w przewlekłe zapalenie jądra.
W leczeniu stosuje się antybiotykoterapię (w zależności od patogenu; wyjątek stanowi świnkowe zapalenie jąder), niesteroidowe leki przeciwzapalne, leżenie, uniesienie moszny. W przewlekłym zapaleniu jądra antybiotykoterapię utrzymuje się przez co najmniej 3 tygodnie.
Przy braku efektów leczenia zachowawczego, powstania powikłań (np. ropnia jądra) konieczne jest wykonanie orchidektomii.

## Klasyfikacja ICD10
| kod ICD10     | nazwa choroby                                                                  |
| ------------- | ------------------------------------------------------------------------------ |
| ICD-10: N45   | Zapalenie jądra i zapalenie najądrza                                           |
| ICD-10: N45.0 | Zapalenie jądra, zapalenie najądrza oraz zapalenie jądra i najądrza z ropniem  |
| ICD-10: N45.9 | Zapalenie jądra, zapalenie najądrza oraz zapalenie jądra i najądrza bez ropnia |